# José Loureiro dos Santos
José Alberto Loureiro dos Santos GCC • CvA • ComA • 4 MPSD • MOSD • MSMM • MPMM • GCSE • GCIH • MPCE • MOCE • MCC • MCCSE (Sabrosa, Celeirós, Vilela do Douro, 2 de setembro de 1936 – Lisboa, 17 de novembro de 2018) foi um militar e político português.
Ingressou no exército em 1953, tendo passado à reserva em 1993. Militar do ramo de Artilharia, tem o Curso de Estado-Maior (1966 a 1969) e Curso de Comando e Estado-Maior do Exército Brasileiro. Foi Vice-Chefe do Estado Maior General das Forças Armadas (Portugal) e Chefe do Estado-Maior do Exército. Ocupou diversos cargos em governos portugueses e surgia, com frequência, nos meios de comunicação como comentador de assuntos sobre estratégia, segurança e defesa. Faleceu a 17 de novembro de 2018, em Lisboa, vítima de doença.

## Carreira

### Carreira Militar
No ano em que concluiu os estudos secundários em 1953, ganhando o prémio nacional de melhor aluno dos liceus, ingressou na Escola do Exército onde escolheu a Arma de Artilharia, fazendo o tirocínio na Escola Prática (1956/1957). Foi promovido a Alferes e, sucessivamente, a: Tenente (1959), Capitão (1961), Major (1969), Tenente-Coronel (1976), Coronel (1979), Brigadeiro (1982), General (1987) e General de 4 estrelas (1991). Transitou para a situação de reserva em 1993, a seu pedido, por desentendimentos com o Governo de então, e passou à reforma em 1998.
Prestou serviço na Escola Prática de Artilharia, Regimento de Lanceiros nº1, Estado-Maior do Exército, Instituto de Altos Estudos Militares e Estado-Maior General das Forças Armadas.
Cumpriu duas comissões no Ultramar, respectivamente, em Angola (1962/1965) e Cabo Verde (1972/1974).
Frequentou o Curso de Estado-Maior do Exército português (1966-1969) e o Curso de Comando e Estado-Maior do Exército Brasileiro, corresponde ao doutoramento em Ciências Militares (Doutor em Aplicações, Planejamento e Estudos Militares). 

#### Colocações Militares
Loureiro dos Santos ocupou estes postos militares ordenados cronologicamente:
- Comandante do Corpo de Instrução de Artilharia Antiaérea;
- Diretor do Departamento de Operações do Exército;
- Comandante da Zona Militar da Madeira;
- Comandante-Chefe das Forças Armadas na Madeira;
- Diretor de Arma de Artilharia;
- Quartel-Mestre General do Exército;
- Diretor do Instituto de Altos Estudos Militares;
- Chefe de Estado-Maior do Exército;
- Cumpriu, duas Comissões de serviço no Ultramar: em Angola (entre 1962 e 1965) e em Cabo Verde (de 1972 a 1974);
- Tornou-se General em 1991.

### Carreira Académica (militar e não militar)
Foi também colaborador de publicações e revistas nacionais e estrangeiras em assuntos de Estratégia e Segurança e Defesa, assim como da imprensa escrita nacional e estrangeira, tendo sido colunista regular nos jornais Diário de Notícias (1978 a 2004), Público desde essa data, e no Correio da Manhã (2008 a 2011).
- Professor do Instituto de Altos Estudos Militares como oficial general;
- Professor no Instituto de Altos Estudos da Força Aérea;
- Professor no Instituto da Defesa Nacional.
- Membro do Conselho de Investigação de Segurança e Defesa do Instituto de Estudos Superiores Militares (CISDI).
- Foi Professor catedrático convidado no Instituto Superior de Ciências Sociais e Políticas.
- Deu aulas noutros estabelecimentos do Ensino Superior.
- Patrocinou a criação do Centro de Estudos e Investigação de Segurança e Defesa de Trás-os-Montes e Alto Douro (CEISDTAD) e presidiu ao seu Conselho Consultivo.
- Orientou e co-orientou diversos mestrados e doutoramentos
- Conferencista convidado em várias instituições.
- Sócio efetivo da Academia das Ciências de Lisboa (eleito sócio correspondente em 2008 e efetivo em 2010), tendo desempenhado as funções de Vice-Secretário-Geral da Academia e de Vice-Presidente da Classe de Letras.
- Foi membro cooptado do Conselho Geral da Universidade de Lisboa e fez parte do Conselho de Honra do Instituto de Estudos Sociais e Políticos.

Foi ainda membro fundador do Centro de Estudos Estratégicos e Internacionais, membro do Centro de Estudos Estratégicos do Instituto de Altos Estudos Militares, membro cooptado da Assembleia estatutária da Universidade Nova de Lisboa, presidente do Conselho Deontológico da Associação dos Oficiais das Forças Armadas, presidente da Assembleia Geral do Observatório de Segurança, Criminalidade Organizada e Terrorismo, presidente da Assembleia Geral da Associação dos Militares na Reserva e na Reforma, membro do Grupo de Reflexão Estratégica do Ministério da Defesa Nacional, e participou na Comissão de Revisão do Conceito Estratégico de Defesa Nacional em 2012.
Era também sócio efetivo da Revista Militar, sócio efetivo da Sociedade de Geografia de Lisboa, sócio honorário da Associação dos Auditores dos Cursos de Defesa Nacional, sócio vitalício e emérito do Observatório de Segurança, Criminalidade Organizada e Terrorismo, sócio honorário da Associação dos Militares na Reserva e na Reforma, sócio do Clube Europeu para a Governança dos Sistemas de Informação (Portugal), membro do Conselho Científico do Boletim do Instituto de Estudos Superiores Militares, do Conselho Consultivo da Revista Relações Internacionais do Instituto Português de Relações Internacionais e do Conselho Executivo da Revista Segurança e Defesa.  
Foi Sócio da Associação de Oficiais das Forças Armadas (AOFA) onde exerceu inclusivamente o Cargo de Presidente do Conselho Deontológico entre 25 de Maio de 1999 e 13 de Julho de 2005.

### Atividade Política
Exerceu funções político-militares:
- Encarregado do governo, delegado da Junta de Salvação Nacional, quando era Comandante-Chefe das Forças Armadas em Cabo Verde (com o posto de major, de 05/1974 - 09/1974).
- Secretário do Conselho da Revolução (03/1975 - 08/1975).
- Como major, participou no planeamento e execução das operações que contiveram o golpe de 25 de novembro de 1975, contenção que permitiu a concretização de um regime democrático pluralista no país.
- Vice-Chefe do Estado-Maior General das Forças Armadas Portuguesas (como Tenente-Coronel graduado em General de 4 estrelas), em 1977; acumulou, então, por inerência, as funções de membro do Conselho da Revolução.

## Obras
- Apontamentos de História para Militares (1979)[5]
- Forças Armadas, Defesa Nacional e Poder Político (1980)[5]
- Incursões no Domínio da Estratégia (1983)[5]
- Abordagem Estratégica da Guerra da Independência (1986)[1]
- Como Defender Portugal (1991)[5]
- Reflexões sobre Estratégia (2000)[6]
- Segurança e Defesa na Viragem do Milénio – Reflexões sobre Estratégia II (2001)[7]
- Ceuta 1415 – A Conquista (2002)[8]
- A Idade Imperial – Reflexões sobre Estratégia III (2003)[9]
- E depois do Iraque? (2003)[9]
- Convulsões Ano III da "Guerra" ao Terrorismo – Reflexões sobre Estratégia IV (2004)[10]
- O Império Debaixo de Fogo - Ofensiva Contra a Ordem Internacional Unipolar – Reflexões sobre Estratégia V(2006)[11]
- A Ameaça Global – O Império em Cheque, a Guerra do Iraque em Crónicas (2008)[12]
- As Guerras Que Já Aí Estão e as Que nos Esperam se os Políticos Não Mudarem – Reflexões sobre Estratégia VI  (2009)[13]
- História Concisa de Como se Faz a Guerra (2010)[14]
- Forças Armadas em Portugal (2012)
- Tempos de Crise - Reflexões sobre Estratégia VII (2014)
- Diversas comunicações na Academia das Ciências de Lisboa

- Coordenou e participou na obra, com a classificação “Reservado”, Elementos para a Defesa da Zona de Operações Terrestre de Portugal (1982), participou em várias obras colectivas, e foi colaborador da Enciclopédia Luso-Brasileira de Cultura e orientador dos assuntos militares da Enciclopédia Verbo Século XXI.

## Condecorações[15][16]
- 4 Medalhas de Prata de Serviços Distintos de Portugal (? de ? de 19??)
- Medalha de 2.ª Classe de Mérito Militar de Portugal (? de ? de 19??)
- Medalha de Prata de Comportamento Exemplar de Portugal (? de ? de 19??)
- Medalha de Ouro de Serviços Distintos de Portugal (? de ? de 19??)
- Medalha de 1.ª Classe de Mérito Militar de Portugal (? de ? de 19??)
- Medalha de Ouro de Comportamento Exemplar de Portugal (? de ? de 19??)
- Medalha Comemorativa das Campanhas - Angola de Portugal (? de ? de 19??)
- Medalha Comemorativa de Comissões de Serviço Especiais - Cabo Verde de Portugal (? de ? de 19??)
- Cavaleiro da Ordem Militar de São Bento de Avis de Portugal (5 de fevereiro de 1974)
- Comendador da Ordem Militar de São Bento de Avis de Portugal (28 de novembro de 1983)
- Excelentíssimo Senhor Grã-Cruz com Distintivo Branco da Ordem do Mérito Militar de Espanha (2 de outubro de 1984)
- Grã-Cruz da Ordem do Infante D. Henrique de Portugal (18 de março de 1986)
- Grã-Cruz da Ordem do Mérito Militar do Brasil (31 de agosto de 1992)[17]
- Grã-Cruz da Ordem Militar de Nosso Senhor Jesus Cristo de Portugal (13 de janeiro de 1993)
- Grande-Oficial da Ordem do Mérito da República Italiana de Itália (18 de outubro de 1993)
- Grã-Cruz da Antiga, Nobilíssima e Esclarecida Ordem Militar de Sant'Iago da Espada, do Mérito Científico, Literário e Artístico de Portugal (24 de julho de 2018)

Também lhe foram atribuídas:
- Placa de Honra da Cruz Vermelha Portuguesa
- Medalha de Ouro do Município de Sabrosa
- Medalha de Ouro do Município de Vila Pouca de Aguiar
- Medalha de Mérito Grau Ouro do Município de Oeiras

## Funções governamentais exercidas
- Membro do Conselho da Revolução[2]
- IV Governo Constitucional
  - Ministro da Defesa Nacional[1]
- V Governo Constitucional
  - Ministro da Defesa Nacional[1]